# Hexatoma (Eriocera) cerberus
Hexatoma (Eriocera) cerberus is een tweevleugelige uit de familie steltmuggen (Limoniidae). De soort komt voor in het Palearctisch gebied.